# Kultura pucharów dzwonowatych

Przybliżony zasięg występowania kultury pucharów dzwonowatych

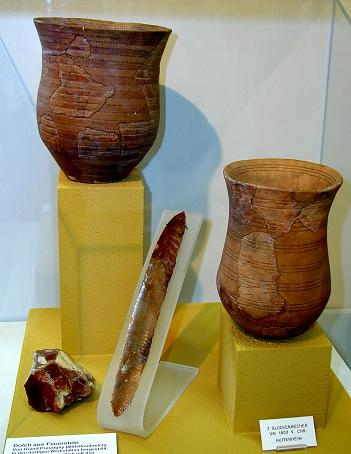
Naczynia i inne przedmioty kultury pucharów dzwonowatych

Kultura pucharów dzwonowatych (KPDz) – kultura eneolityczna wywodząca się z Półwyspu Pirenejskiego. Prawdopodobnie powstała na podłożu kultury almerskiej.

## Kryteria wydzielenia
Nazwę zawdzięcza charakterystycznej formie krępych, szerokootworowych naczyń w kształcie odwróconego dzwonu. Bywa nazywana też kulturą „łuczników”.

## Chronologia, geneza i zanik
Prawdopodobnie ludność wytwarzająca charakterystyczne artefakty pochodziła ze wschodniego wybrzeża Półwyspu Pirenejskiego. Wyroby pojawiły się w końcu czwartego tysiąclecia p.n.e. W XIX – XVIII stuleciu p.n.e. na ziemie polskie dotarło prawdopodobnie kilka rodzin reprezentujących tę kulturę, być może handlujących miedzią i poszukujących kupców. Mobilność ludności i gospodarka oparta na pasterstwie koczowniczym w dużej mierze przyczyniła się do stosunkowo szybkiej ekspansji tej kultury na terenie Europy.
Ponieważ kultura ta reprezentowana była przez niewielkie grupy ludności, ulegała szybkiej asymilacji z miejscowym podłożem etnicznym, wnosząc poważny wkład w kształtowanie się społeczeństw epoki brązu.

## Zagadnienie etniczne
Badania archeogenetyczne ustaliły ograniczone powinowactwo genetyczne między iberyjskimi a środkowoeuropejskimi przedstawicielami tej kultury, co implikuje niewielki wpływ migracji na jej rozprzestrzenianie, na tym etapie ekspansji. Inaczej było w przypadku Wysp Brytyjskich gdzie wraz z pojawieniem się pucharów dzwonowatych pojawili się osobnicy różniący się profilem DNA od ówczesnej śniadej/ciemnoskórej-jasnookiej populacji. Jak się przypuszcza, 90 proc. populacji ówczesnych Wysp Brytyjskich zastąpiły grupy przybyszów z kontynentu.

## Obrządek pogrzebowy
Największe z cmentarzysk na ziemiach polskich, liczące dziewiętnaście grobów, zbadano w Kornicach gm. Pietrowice Wielkie na Górnym Śląsku. Zmarli grzebani byli najczęściej z rękoma zgiętymi w łokciach, dłońmi ułożonymi w okolicach twarzy oraz silnie podkurczonymi nogami. Mężczyźni ułożeni byli prawie zawsze na lewym boku, a kobiety na prawym. Groby mężczyzn bogato wyposażano w broń oraz naczynia z jedzeniem. Groby kobiece najczęściej były wyposażane w różnego rodzaju biżuterię z kości i bursztynu.

## Społeczeństwo i gospodarka
Gospodarka tej kultury była oparta na półpasterskim stadnym chowie zwierząt, zwłaszcza bydła rogatego i koni oraz na łowiectwie. Polowano za pomocą łuków refleksyjnych, strzały były zbrojone w grociki krzemienne, przeważnie sercowate.  Przed uderzeniem cięciwy przedramię chroniono płytkowatym ochraniaczem (z łupku). Dodatkowo trudniono się rybołówstwem i zbieractwem. Posiadano umiejętność obrabiania miedzi (groty oszczepu), zapewne złota i srebra oraz wytwarzania stopu srebrno-złotego (elektronu). Obrabiano krzemień (noże odłupkowe, zgrzebła, grociki strzał) i kamień (toporki) a także materiał organiczny, szczególnie poroże i kość (wisiorki – amulety, paciorki, charakterystyczne dla tej kultury guziki z otworem w kształcie litery „v”). Pośredniczono w wymianie nadbałtyckim bursztynem z Południem (ozdoby bursztynowe w Czechach: np. Svobodne Dwory i Sklany-Kwicek) oraz zapewne miedzią i elektronem, a także wykwintną ceramiką, również siekierkami z krzemienia pasiastego. Ludności tej kultury nieobca była znajomość trepanacji czaszki.
Do tego cyklu kulturowego zalicza się również:
- kultura ceramiki wstęgowej rytej
- kultura badeńska
- kultura lendzielska
- kultura pucharów lejkowatych
- kultura amfor kulistych
- kultura ceramiki sznurowej